# Ballaigues
Ballaigues ist eine politische Gemeinde im Distrikt Jura-Nord vaudois des Kantons Waadt in der Schweiz.

## Geographie
Ballaigues liegt auf 861 m ü. M., 3 km nordöstlich von Vallorbe und 18 km westsüdwestlich der Bezirkshauptstadt Yverdon-les-Bains (Luftlinie). Das ehemalige Strassenzeilendorf erstreckt sich im Waadtländer Jura am Südhang der Suchet-Kette, hoch über dem eingeschnittenen Flusslauf der Orbe.
Die Fläche des 9,0 km² grossen Gemeindegebiets umfasst einen Abschnitt des Waadtländer Juras. Die südwestliche Grenze verläuft entlang der Jougnena, die in die Orbe mündet. Die südliche Grenze bildet die Orbe, die hier entlang einer Verwerfung im System des Juragebirges im Lauf der Jahrmillionen ein tiefes Tal geschaffen hat. Von diesem Talsystem erstreckt sich der Gemeindeboden nach Norden über den Hang von Ballaigues bis auf die Antiklinale des Suchet, auf der mit 1244 m ü. M. der höchste Punkt der Gemeinde erreicht wird. Hier befinden sich ausgedehnte Jurahochweiden mit den typischen mächtigen Fichten, die entweder einzeln oder in Gruppen stehen. Von der Gemeindefläche entfielen 1997 9 % auf Siedlungen, 49 % auf Wald und Gehölze, 41 % auf Landwirtschaft und etwas weniger als 1 % war unproduktives Land.
Zu Ballaigues gehören einige Einzelhöfe, die weit verstreut auf den Jurahöhen liegen. Nachbargemeinden von Ballaigues sind Vallorbe, Les Clées und Lignerolle im Kanton Waadt sowie Jougne im angrenzenden Frankreich.

## Geschichte

Historisches Luftbild von Walter Mittelholzer von 1931

Die erste urkundliche Erwähnung des Ortes erfolgte 1228 unter dem Namen Ballevui; 1453 erschien die Bezeichnung Bella Aqua. Demnach ist der Ortsname lateinischen Ursprungs und bedeutet schönes Wasser. Während des Mittelalters gehörte Ballaigues zur Herrschaft Les Clées. Seit 1302 bildete es mit der Nachbargemeinde Lignerolle eine eigene kleine Herrschaft, die 1604 in die einzelnen Ortschaften aufgeteilt wurde. Mit der Eroberung der Waadt durch Bern im Jahr 1536 kam das Dorf zur Landvogtei Yverdon. Nach dem Zusammenbruch des Ancien Régime gehörte Ballaigues von 1798 bis 1803 während der Helvetik zum Kanton Léman, der anschliessend mit der Inkraftsetzung der Mediationsverfassung im Kanton Waadt aufging. Es wurde 1798 dem Bezirk Orbe zugeteilt. Der Maler Louis Soutter lebte 1923 bis 1942 gegen seinen Willen im örtlichen Altersheim Asile du Jura.

## Bevölkerung
Mit 1196 Einwohnern (Stand 31. Dezember 2023) gehört Ballaigues zu den kleineren Gemeinden des Kantons Waadt. Von den Bewohnern sind 92,8 % französischsprachig, 2,5 % italienischsprachig und 2,2 % deutschsprachig (Stand 2000). Die Bevölkerungszahl von Ballaigues belief sich 1850 auf 530 Einwohner, 1900 auf 717 Einwohner. Danach stieg sie bis 1941 auf 941 Einwohner an. Nach einem kleinen Rückgang in der Folgezeit blieb sie in den letzten Jahrzehnten stabil.

## Wirtschaft
Ballaigues war bis Mitte des 19. Jahrhunderts ein hauptsächlich durch die Landwirtschaft geprägtes Dorf. Bis ins 19. Jahrhundert profitierte der Ort vom Transitverkehr über den Pass von Jougne (später wurde der Hauptverkehr über Vallorbe abgewickelt) und vom Grenzhandel. Die industrielle Entwicklung von Ballaigues begann kurz vor 1800, als die Société des Forges du Creux gegründet wurde, die landwirtschaftliche Geräte (Sensen, später auch Maschinen) herstellte. Der Betrieb wurde 1956 eingestellt. Weitere bedeutende Industriezweige seit Ende des 19. Jahrhunderts waren die Uhrenherstellung, eine Fotoapparatefabrik und die Produktion von zahnärztlichen Instrumenten. Zudem gibt es seit 1790 eine Weingrosshandlung. Die Landwirtschaft hat heute nur noch eine geringe Bedeutung und konzentriert sich auf Viehzucht und Milchwirtschaft.

## Verkehr
Die Gemeinde ist verkehrstechnisch gut erschlossen. Sie liegt an der Hauptstrasse von Orbe nach Vallorbe oder über den Jougnepass nach Pontarlier in Frankreich. Seit 1989, als die Autostrasse A9 eröffnet wurde, ist der Ortskern von Ballaigues vom Transitverkehr entlastet. Die A9 verläuft unterhalb des Ortes mit mehreren Lehnenviadukten entlang des nördlichen Talhangs der Orbe. Durch den Postautokurs, der von Orbe nach Vallorbe verkehrt, ist Ballaigues an das Netz des öffentlichen Verkehrs angebunden.

## Sehenswürdigkeiten
Seit der ersten Nennung des Ortes besass Ballaigues eine Kirche. Der heutige Bau der reformierten Kirche Saint-Jean-Baptiste wurde 1711 an der Stelle der mittelalterlichen Kirche erstellt. Von der Römerstrasse, die durch das Gemeindegebiet führte, sind im Wald westlich des Dorfes Überreste erhalten.

## Galerie

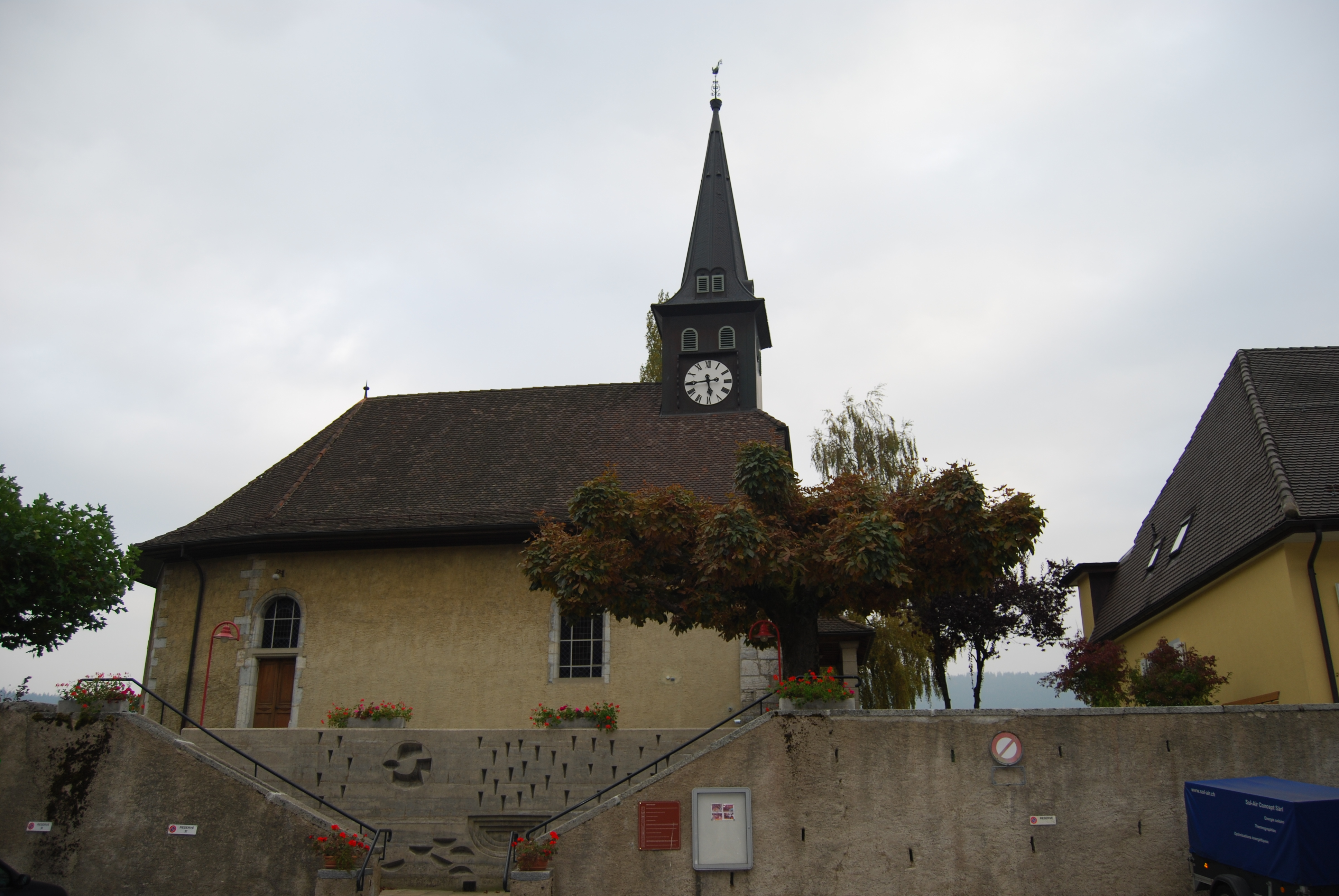
Reformierte Kirche Saint-Jean-Baptiste
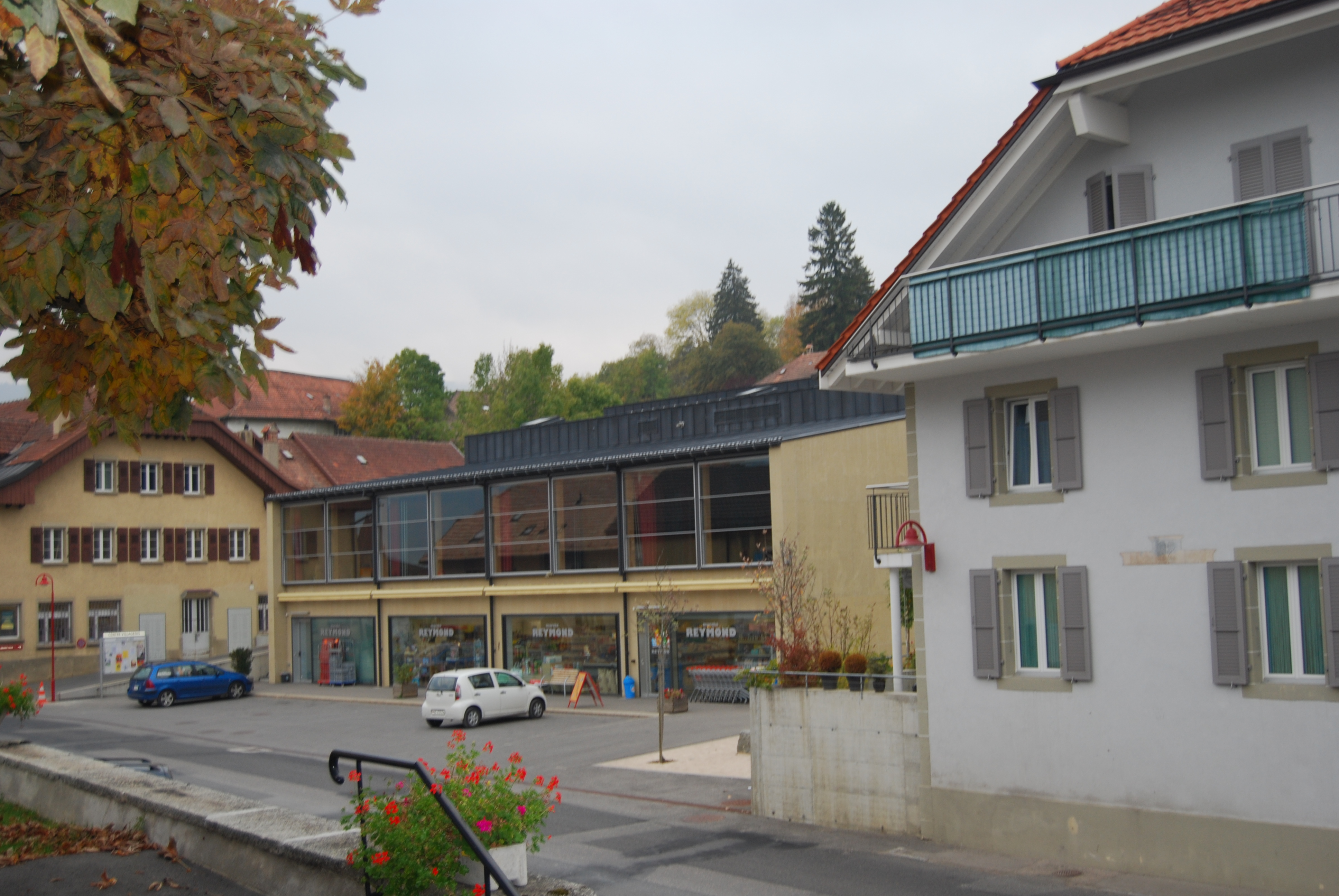
Dorfladen
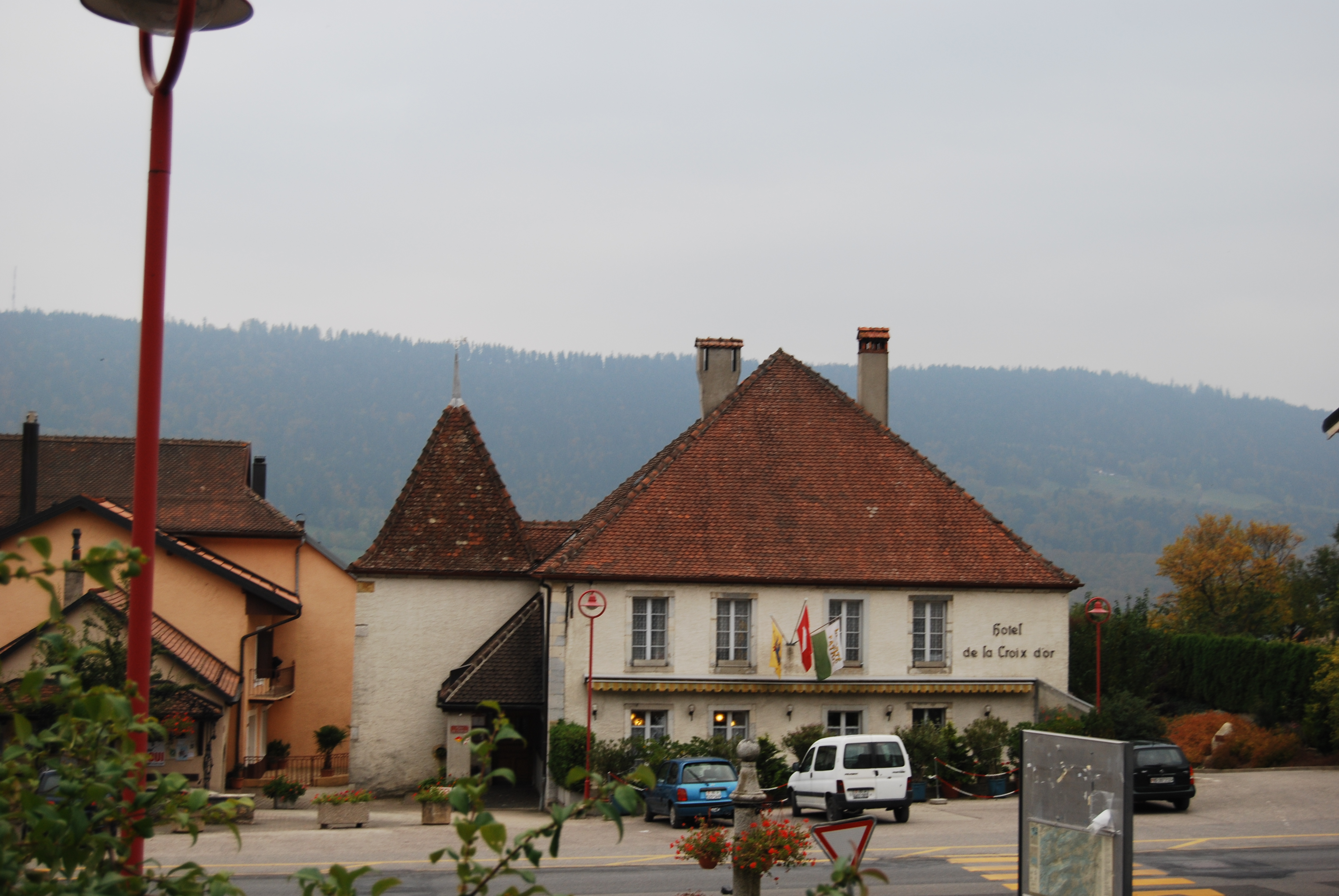
Hotel de la Croix d’Or

## Persönlichkeiten
- Auguste Cornaz (1834–1896), Politiker
- Pierre Arnold (1921–2007), Migros-Chef
- André Grobéty (1933–2013), Fussballspieler